# Lawrence Ferlinghetti
Lawrence Ferlinghetti (Yonkers, Nova Iorque, 24 de março de 1919 – São Francisco, 22 de fevereiro de 2021) foi um poeta, editor e pintor americano da Geração Beat, mais conhecido pela sua obra poética e por ter sido o responsável pela divulgação em livro de todos os maiores expoentes daquele movimento e suas maiores obras.

## Biografia
Sendo o poeta de família italo-portuguesa, seu pai, um imigrante, morreu antes do nascimento dele. Aos dois anos de idade sua mãe teve sérios problemas nervosos, não podendo mais tomar conta do menino e, por esta razão, ele foi criado por um tio materno e por uma tia de origem francesa, de nome Emily. O casal, no entanto, separou-se, tendo o poeta que mudar-se para a França com Emily. Voltando para os EUA, viveu em um orfanato, pois a tia não encontrava emprego em Manhattan.
Apesar das dificuldades na infância, conseguiu se formar jornalista na Universidade da Carolina do Norte em 1941, indo após servir na marinha americana durante a II Guerra Mundial. Após a Guerra, obteve um mestrado em Columbia e um doutorado na Sorbonne. Em Paris, encontrou Kenneth Rexroth que o convenceu a ir para São Francisco para participar da efervescente cena contra-cultural da cidade.
Em São Francisco, fundou como sócio a livraria e editora City Lights Books, que se especializa na publicação de poesia. Publicou o livro Howl de Allen Ginsberg, que fez um sucesso estrondoso, sendo, porém, censurado e confiscado pelas autoridades norte-americanas, as quais processaram o editor.
Mesmo com as dificuldades diante da chamada "caça às bruxas" promovida na época, a editora continuou impulsionando o sucesso daqueles promissores poetas, e através do trabalho corajoso de Ferllinghetti a Geração Beat se tornou um dos maiores marcos da poesia do pós-guerra, abrindo caminho para toda a contra-cultura e para o posterior movimento hippie.
Além dos livros de poemas, como A Coney Island of the Mind traduzido no Brasil com o título de Um parque de diversões da cabeça, o artista participou de exposições com seus quadros na Itália e de gravações com artistas de jazz. Era comum ao poeta registrar seus poemas fonograficamente.
Morreu em 22 de fevereiro de 2021 em São Francisco, aos 101 anos de idade, de doença pulmonar intersticial.

## A poesia
Sendo Ferlinghetti considerado, por vezes um anarquista, por vezes um social-democrata, é comum à sua poesia os temas sociais e políticos, embora retratados de forma muito profunda e artística, explorando a função poética da linguagem.
Seu livro mais conhecido é A Coney Island of the mind. Emprestando a plasticidade da pintura, seus poemas, apesar de forte influência surrealista, permitem a visualização de cenas delicadas, via de regra cheias de jogos de luz e cor.  A delicadeza de seus poemas lembra um pouco os versos de Apollinaire, inclusive pelo ritmo normalmente melodioso, mas alternando versos longos e curtos, lembrando as modulações de ritmo do be bop. Estes, na maioria, são distribuídos de forma não-linear, não se colocando um imediatamente abaixo do outro.  Em outros poemas do livro, a cadência dos versos muitos longos ou apenas mais regulares em termos de extensão e alinhamento (comuns em outras obras do autor) lembra a de Walt Whitman, ou a de um RAP.
Apesar de sua feição essencialmente moderna, pode-se dizer que, via de regra, todos os seus poemas contém dois elementos que são constitutivos de um poema tradicional: ritmo e imagem.

## Obras
- Pictures of the Gone World (City Lights, 1955) Poesia (enlarged, 1995) ISBN 978-0-87286-303-3
- A Coney Island of the Mind ( New Directions, 1958) Poesia
- Tentative Description of a Dinner Given to Promote the Impeachment of President Eisenhower (Golden Mountain Press, 1958) Poema Broadside
- Her (New Directions, 1960) Prosa
- One Thousand Fearful Words for Fidel Castro (City Lights, 1961) Poema Broadside
- Starting from San Francisco (New Directions, 1961) Poesia (Edição HC inclui um LP do escritor a ler trechos)
- Journal for the Protection of All Beings (City Lights, 1961) Diário
- Unfair Arguments with Existence (New Directions, 1963) Peças de teatro curtas
- Where is VietNam? (Golden Mountain Press, 1963) Poema Broadside
- Routines (New Directions, 1964) 12 Peças de teatro curtas
- Two Scavengers in a Truck, Two Beautiful People in a Mercedes (1968)
- On the Barracks:  Journal for the Protection of All Beings 2 (City Lights, 1968) Diário
- Tyrannus Nix? (New Directions, 1969) Poesia
- The Secret Meaning of Things (New Directions, 1970) Poesia
- The Mexican Night (New Directions, 1970) Diário de viagem
- Back Roads to Far Towns After Basho (City Lights, 1970) Poesia
- Love Is No Stone on the Moon (ARIF, 1971) Poesia
- Open Eye, Open Heart (New Directions, 1973) Poesia
- Who Are We Now? (New Directions, 1976) Poesia
- Northwest Ecolog (City Lights, 1978) Poesia
- Landscapes of Living and Dying (1980) ISBN 0-8112-0743-9
- Over All the Obscene Boundaries (1986)
- Love in the Days of Rage (E. P. Dutton, 1988; City Lights, 2001) Romance
- A Buddha in the Woodpile (Atelier Puccini, 1993)
- These Are My Rivers: New & Selected Poems, 1955–1993 (New Directions, 1993) ISBN 0-8112-1252-1
- City Lights Pocket Poets Anthology (City Lights, 1995) ISBN 978-0-87286-311-8
- A Far Rockaway Of The Heart (New Directions, 1998) ISBN 0-8112-1347-1
- How to Paint Sunlight: Lyrics Poems & Others, 1997–2000 (New Directions, 2001) ISBN 0-8112-1463-X
- San Francisco Poems (City Lights Foundation, 2001) Poesia ISBN 978-1-931404-01-3
- Life Studies, Life Stories (City Lights, 2003) ISBN 978-0-87286-421-4
- Americus: Part I (New Directions, 2004)
- A Coney Island of the Mind (Arion Press, 2005),  com retrato de R.B. Kitaj
- Poetry as Insurgent Art (New Directions, 2007) Poesia
- A Coney Island of the Mind: Special 50th Anniversary Edition with a CD of the author reading his work (New Directions, 2008)
- 50 Poems by Lawrence Ferlinghetti 50 Images by Armando Milani ( Rudiano, 2010) Poesia e seus gráficos ISBN 978-88-89044-65-0
- Time of Useful Consciousness, (Americus, Book II) (New Directions, 2012) ISBN 978-0-8112-2031-6, 88p.
- City Lights Pocket Poets Anthology: 60th Anniversary Edition (City Lights, 2015)
- I Greet You At The Beginning Of A Great Career: The Selected Correspondence of Lawrence Ferlinghetti and Allen Ginsberg 1955-1997. (City Lights, 2015)
- Pictures of the Gone World: 60th Anniversary Edition (City Lights, 2015)